# Rainer Desens
Rainer Desens (* 22. Mai 1959) war Fußballtorwart im Spielbetrieb des DDR-Fußball-Verbandes. In dessen höchster Spielklasse, der DDR-Oberliga, spielte er kurzzeitig für die BSG Chemie Buna Schkopau.

## Sportliche Laufbahn
Desens wuchs im brandenburgischen Prenzlau auf. Von 1973 bis 1975 besuchte er die Kinder- und Jugendsportschule Rostock und wurde Torwart der Jugendmannschaft des FC Hansa Rostock. Bei Hansa durchlief er die weiteren Nachwuchsmannschaften und wurde zur Saison 1976/77 in die Nachwuchsoberliga-Mannschaft aufgenommen. Dort musste er sich gegen seine Konkurrenten Karl-Heinz Aul und Hartmut Krüger durchsetzen und kam in den 26 ausgetragenen Punktspielen der Nachwuchsoberliga nur sechsmal zum Einsatz. Danach war er Torwart der 2. Mannschaft der BSG Chemie PCK Schwedt in der drittklassigen Bezirksliga Frankfurt (Oder).
Zur Saison 1981/82 wechselte Desens zum Oberligaaufsteiger BSG Chemie Buna Schkopau, wurde dort aber als zweiter Torwart der Nachwuchsoberliga-Mannschaft nominiert. Trotzdem setzte ihn Trainer Olaf Keller in drei Punktspielen der DDR-Oberliga ein, als der Stammtorwart der 1. Mannschaft Jochen Habekuß nicht spielen konnte:
- 19. September 1981, 5. Spieltag, BFC Dynamo – Buna Schkopau 7:0
- 26. September 1981, 6. Spieltag, Buna Schkopau – Hallescher FC 0:3
- 14. Oktober 1981, 7. Spieltag, 1. FC Lok Leipzig – Buna Schkopau 3:0

Die schlechte Leistungsbilanz von 13 Toren in drei Spielen hob sich nicht sonderlich von der ab, die Habekuß in den vorangegangenen vier Spielen aufzuweisen hatte. Dieser hatte bereits 18 Tore hinnehmen müssen. In der DDR-Liga-Saison 1982/83 war Desens hinter Habekuß zweiter Torwart und zur Saison 1983/84 schloss er sich dem DDR-Ligisten Fortschritt Weißenfels an. Nach dessen Abstieg 1984 in die Bezirksliga Halle tauchte er nicht mehr im höherklassigen Fußball auf.